# 野村伝四
野村 伝四（のむら でんし、1880年（明治13年）10月20日 - 1948年（昭和23年）7月26日）は、日本の英文学者、方言学研究者、民俗学者、教育者。

## 経歴
1880年（明治13年）、鹿児島県肝属郡高山町（現・肝付町）で生まれた。父伝之助は漢学者で槍の名人、文武両道に秀でていたというが、伝四が五歳の時、西南戦争の被弾がもとで没した。1900年（明治33年）、鹿児島県中学造士館卒業、一級上に橋口五葉がいた。1903年（明治36年）に第一高等学校卒業し同年9月、東京帝国大学英文学科に入学し、1906年（明治39年）卒業。同級に中川芳太郎、森田草平、栗原古城らがいた。 在学中、夏目漱石の教えを受けるとともに漱石宅に頻繁に出入りし、森田が「いささうらやましい、時には嫉ましいような気さえしていた」というほど親密な師弟関係が続いた。卒業前後数年は創作にも励んで、『ホトトギス』、『帝国文学』等に翻訳、小説、随筆等を発表している。『帝国文学』に発表した「下駄物語」（1905年11月）、「寒水村」（1907年1月）等は漱石も賞賛しており、『ホトトギス』（1906年12月）に発表した「鷹が渡る」は名文とされ、戦前多くの旧制中学の教科書に採録されていた。1910年（明治43年）、漱石が修善寺温泉で胃潰瘍のため大吐血し、一時生死の境をさまよった（修善寺の大患）ときには、肉親も面会謝絶となったが、野村と安倍能成だけが病床に侍し、夜を徹して看護した。本多顕彰（愛知五中で伝四の教え子だった）は「野村伝四は漱石が最も愛した弟子だといわれている。彼は朴訥で接すると春風飴蕩のおもむきがあった。ちょうど、複雑なハムレットが、激情の奴隷でないホレイショを愛したように、複雑な漱石も朴訥な伝四を愛したのであろう」という。 
大学卒業後、愛知県立第五中学校、大阪府立天王寺中学校等、幾つかの中学校で教鞭を執り、1921年（大正10年）、奈良県立桜井高等女学校校長、1928年（昭和3年）、奈良県立五條中学校校長となり、1934年（昭和9年）、奈良県立図書館長に補せられる。昭和期には柳田国男の影響を受けて方言や民俗学の研究に傾倒していった。。1942年（昭和17年）、柳田国男編「全国方言集」の一冊として『大隅肝属郡方言集』を出版。妖怪一反木綿の伝承を初めて記録したものとして知られる。1943年（昭和18年）『大和の垣内』を出版。端正な文章で、奈良盆地の民俗の一つの典型をまとめたものとして評価されている。

## 著書
- 『大隅肝属郡方言集』（中央公論社、1942年）
- 『大和の垣内』（天理時報社、1943年）
- 『野村伝四遺稿薩摩義士』（野村不二発行、1965年）